# كيمياء فيزيائية
الكيمياء الفيزيائية هي دراسة الظواهر العيانية والجسيمية في الأنظمة الكيميائية من حيث مبادئ وممارسات ومفاهيم الفيزياء مثل الحركة والطاقة والقوة والزمن والديناميكا الحرارية وكيمياء الكم والميكانيكا الإحصائية والديناميكا التحليلية والتوازن الكيميائي.
الكيمياء الفيزيائية، على عكس الفيزياء الكيميائية، هي في الغالب (ولكن ليس دائمًا) علمًا عيانيًا أو علمًا فوق الجزيئي، حيث أن غالبية المبادئ التي تأسست عليها تتعلق بالجزء الأكبر بدلا من التركيب الجزيئي/الذري وحده (على سبيل المثال، التوازن الكيميائي والغرويات).
تتضمن بعض العلاقات التي تسعى الكيمياء الفيزيائية جاهدة لحلها كتأثيرات:
1. القوى بين الجزيئية التي تعمل على الخصائص الفيزيائية للمواد (اللدونة، مقاومة الشد، التوتر السطحي في السوائل).
2. حركية التفاعل على معدل التفاعل.
3. تحديد الأيونات والتوصيل الكهربائي للمواد.
4. علم السطوح والكيمياء الكهربية لأغشية الخلايا.[1]
5. تفاعل جسم مع آخر من حيث كميات الحرارة والشغل يسمى الديناميكا الحرارية.
6. نقل الحرارة بين نظام كيميائي ومحيطه أثناء تغيير الطور أو حدوث تفاعل كيميائي يسمى الكيمياء الحرارية.
7. دراسة الخصائص التجميعية لعدد من الأنواع الموجودة في المحلول.
8. يمكن ربط عدد المراحل وعدد المكونات ودرجة الحرية (أو التباين) مع بعضها البعض بمساعدة قاعدة الطور.
9. تفاعلات الخلايا الكهركيميائية.
10. سلوك الأنظمة المجهرية باستخدام ميكانيكا الكم والأنظمة العيانية باستخدام الديناميكا الحرارية الإحصائية.
11. حساب طاقة الحركة الإلكترونية في معقد معدني.

## التاريخ
مصطلح «الكيمياء الفيزيائية» ابتكره ميخائيل لومونوسوف عام 1752، عندما قدم محاضرة بعنوان «دورة في الكيمياء الفيزيائية الحقيقية» (بالروسية: «Курс истинной физической химии») أمام طلاب جامعة بطرسبورغ. يقدم في مقدمة هذه المحاضرات التعريف: «الكيمياء الفيزيائية هي العلم الذي يجب أن يشرح بموجب أحكام التجارب الفيزيائية سبب ما يحدث في الأجسام المعقدة من خلال العمليات الكيميائية».
نشأت الكيمياء الفيزيائية الحديثة في ستينيات القرن التاسع عشر إلى ثمانينيات القرن التاسع عشر مع العمل على الديناميكا الحرارية الكيميائية، والإلكتروليت في المحاليل، والحركية الكيميائية وغيرها من الموضوعات. كان أحد المعالم البارزة نشر جوزيه غيبس ورقته البحثية في عام 1876، حول توازن المواد غير المتجانسة. قدمت هذه الورقة العديد من الركائز الأساسية للكيمياء الفيزيائية، مثل طاقة غيبس الحرة، والجهود الكيميائية، وقاعدة الطور لغيبس.
كانت أول دورية علمية خاصة في مجال الكيمياء الفيزيائية هي المجلة الألمانية، Zeitschrift für Physikalische Chemie، التي أسسها فيلهلم أوستفالد وياكوبس فانت هوف عام 1887. جنبا إلى جنب مع سفانت أرينيوس، كانوا من الشخصيات الرائدة في الكيمياء الفيزيائية في أواخر القرن التاسع عشر وأوائل القرن العشرين. حصل الثلاثة على جائزة نوبل في الكيمياء بين عامي 1901 و1909.
تشمل التطورات في العقود التالية تطبيق الميكانيكا الإحصائية على الأنظمة الكيميائية والعمل على الغرويات وكيمياء الأسطح، حيث قدم إرفينغ لانغموير العديد من المساهمات. كانت الخطوة المهمة الأخرى هي تطوير ميكانيكا الكم إلى كيمياء الكم منذ ثلاثينيات القرن الماضي، حيث كان لينوس باولنغ أحد الأسماء الرائدة. لقد سارت التطورات النظرية جنبًا إلى جنب مع التطورات في الأساليب التجريبية، حيث من المحتمل أن يكون استخدام أشكال مختلفة من التحليل الطيفي، مثل التحليل الطيفي بالأشعة تحت الحمراء، والتحليل الطيفي بالميكروويف، والرنين المغنطيسي الإلكتروني، والتحليل الطيفي بالرنين المغناطيسي النووي، أهم تطور في القرن العشرين.
يمكن أن يُعزى المزيد من التطوير في الكيمياء الفيزيائية إلى الاكتشافات في الكيمياء النووية، وخاصة في فصل النظائر (قبل وأثناء الحرب العالمية الثانية)، والاكتشافات الحديثة في الكيمياء الفلكية، بالإضافة إلى تطوير خوارزميات الحساب في مجال «المواد المضافة الخصائص الفيزيائية والكيميائية» (عمليا جميع الخصائص الفيزيائية والكيميائية، مثل نقطة الغليان، والنقطة الحرجة، والتوتر السطحي، وضغط البخار، وما إلى ذلك -أكثر من 20 في المجموع- يمكن حسابها بدقة من التركيب الكيميائي وحده، حتى إذا ظل الجزيء الكيميائي غير مركب)، وهنا تكمن الأهمية العملية للكيمياء الفيزيائية المعاصرة.

## الفروع والمواضيع ذات الصلة
| - كيمياء حرارية - حركية تفاعل - كيمياء الكم - كيمياء كهربائية | - كيمياء ضوئية - علم السطوح - كيمياء الحالة الصلبة - مطيافية | - كيمياء فيزيائية حيوية - علم المواد - كيمياء عضوية فيزيائية - علم البلورات |